# Taurus Raging Bull
Le Taurus Raging Bull est un revolver développé par le constructeur brésilien Forjas Taurus.

## Description
La structure du Taurus Raging Bull est très imposante et extrêmement robuste, pourvue d'une platine très douce.
Il est destiné à tirer les calibres parmi les plus puissants.
Le barillet est à double verrouillage. Pour l'ouvrir, il faut pousser en même temps les deux boutons situés sur le côté gauche de l'arme.
Le Raging Bull bénéficie d'une esthétique plaisante pour les cinéastes, comme on peut le voir dans la section « Culture populaire » de cet article.

## Caractéristiques
- Calibre : .22 Hornet, .30 Carbine, .41 Magnum, .44 Magnum, .44 Special, .454 Casull, .45 Long Colt, .480 Ruger, .500 S&W Magnum
- Poids non chargé : 1,595 kg, 1,76 kg
- Longueur : 31,496 cm, 36,195 cm
- Hauteur : 16 cm
- Épaisseur : 4,5 cm
- Longueur du canon: 16,5 cm, 21,4 cm
- Organes de visée : réglable
- Capacité : 5/6/7/8 coups
- platine : double action / simple action
- Finition : inox  ou bronzée avec poignée caoutchouc noir

## Variantes
Le Raging Bull se décline en plusieurs modèles, classés par calibre. En outre, chaque modèle a ses propres options de longueur de canon et de finition métallique.
Model 218 (Raging Bee) (abandonné)calibre .218 Bee (en), canon de 10 pouces. Acier inoxydable seulement.
Model 22H (Raging Hornet) (abandonné)calibre .22 Hornet, canon de 10 pouces. Acier inoxydable seulement.
Model 223 (Raging 223)calibre .223 Remington, canon de 10 pouces. Acier inoxydable seulement,.
Model 30C (Raging Thirty) (abandonné)calibre .30 Carbine, canon de 10 pouces. Acier inoxydable seulement.
Model 416 (abandonné)calibre .41 Magnum.
Model 444calibre .44 Magnum, peut aussi tirer la munition plus courte .44 Special.
Model 444 UltraliteCompact .44 avec un canon de 4 pouces. Teinte bleue et titane seulement.
Model 454calibre .454 Casull, peut aussi tirer la munition moins puissante .45 Colt.
Model 480 (abandonné)calibre .480 Ruger (en).
Model 500 (abandonné)calibre .500 S&W Magnum, peut aussi tirer la munition plus courte .500 S&W Special (en).
Model 513.454 Casull, .45 Colt, .410 bore - calibre à 6 coups.

## Dans la culture populaire

### Films
- Jean Reno l'utilise dans le film Wasabi.
- Angelina Jolie, dans le rôle de Fox, l'utilise dans le film Wanted : Choisis ton destin.
- Ce revolver est l'arme dont se servent les tueurs triplés « maliens » dans le film Le Boulet.
- Ethan Hawke utilise un Taurus Raging Bull 454 Casull dans American Nightmare.
- MC Jean Gab1 (Nico) utilise le Taurus Raging Bull 454 Casull dans le film Banlieue 13.
- C'est une des armes utilisées par Matias Rousseau (Yannis Baraban) dans la mini-série française Zodiaque.
- 50 cent (Rich) utilise cette arme dans le film GUN.

### Jeux vidéo
Le Taurus Raging Bull est présent dans plusieurs jeux vidéo.
- Counter Strike
- GTA: Online (disponible aussi en transformation en arme MkII)
- Hitman: Blood Money (la cible de la mission Un Nouveau Départ porte cette arme)
- Rainbow Six: Vegas
- Resident Evil 0 (arme bonus obtenue au rang B ou supérieur dans le mini-jeu Leech Hunter)
- Payday 2 (revolver « Bronco », basé sur le Taurus)